# Countdown to Extinction
Countdown to Extinction – piąty album zespołu Megadeth, wydany 14 lipca 1992 roku. Żaden album zespołu nie sprzedał się nigdy w większej liczbie kopii (ponad 2 mln płyt w samych Stanach Zjednoczonych). Album zdobył podwójną platynę. W ramach promocji albumu wydano cztery single: Symphony of Destruction, Sweating Bullets, Skin O' My Teeth czy Forclosure of a Dream. Album ten, wraz z Black Albumem Metalliki, Vulgar Display of Power Pantery, Painkiller Judas Priest, Fear of the Dark Iron Maiden i No More Tears Ozzy'ego Osbourne'a, zatrzymał heavy metal w mainstreamie, w czasach popularności grunge'u i rocka alternatywnego, na początku lat 90. 
Album został wyprodukowany we współpracy z Maxem Normanem; nagrywany między 6 stycznia a 28 kwietnia 1992 roku. W sierpniu 2004 roku ukazała się edycja remasterowana z czterema dodatkowymi utworami.
Według danych z kwietnia 2002 album sprzedał się w nakładzie 2,134,113 egzemplarzy na terenie Stanów Zjednoczonych.
Album Countdown to Extinction został zamieszczony na 6. pozycji (obok takich albumów jak Dirt Alice in Chains czy Fear of the Dark Iron Maiden) w zestawieniu magazynu Guitar World na najlepszy album 1992 roku.

## Lista utworów
1. "Skin o' My Teeth" (muzyka: Dave Mustaine, słowa: Mustaine) - 3:14
2. "Symphony of Destruction" (muz. Mustaine, sł. Mustaine) - 4:02
3. "Architecture of Aggression" (muz. Mustaine, David Ellefson, sł. Mustaine) - 3:34
4. "Foreclosure of a Dream" (muz.Mustaine, sł. Mustaine, Ellefson) - 4:17
5. "Sweating Bullets" (muz. Mustaine, sł. Mustaine) - 5:26
6. "This Was My Life" (muz. Mustaine, sł. Mustaine) - 3:42
7. "Countdown to Extinction" (muz.Mustaine, Marty Friedman, sł. Mustaine, Ellefson, Nick Menza) - 4:16
8. "High Speed Dirt" (muz. Mustaine, sł. Mustaine, Ellefson) - 4:21
9. "Psychotron" (muz. Mustaine, Friedman, sł. Mustaine) - 4:42
10. "Captive Honour" (muz. Mustaine, Friedman, Menza, sł. Mustaine, Ellefson) - 4:14
11. "Ashes in Your Mouth" (muz. Mustaine, Ellefson, Friedman, Menza, sł. Mustaine) - 6:10

Edycja z 2004 roku
1. "Crown of Worms" (Mustaine, Sean Harris) – 3:17
2. "Countdown to Extinction" (demo) (Mustaine, Friedman, Ellefson, Menza) – 3:55
3. "Symphony of Destruction" (demo) – 5:29
4. "Psychotron" (demo) (Mustaine, Friedman) – 5:28

## Twórcy
- Dave Mustaine - wokal, gitara, producent
- David Ellefson - gitara basowa, chórki
- Marty Friedman - gitara, chórki
- Nick Menza - perkusja, chórki
- Max Norman - producent, inżynier dźwięku, miksowanie
- Fred Kelly, Jr. - inżynier dźwięku, miksowanie
- Micajah Ryan - asystent inżyniera dźwięku
- Ralph Patlan - inżynier dźwięku, miksowanie (edycja remasterowana)
- Tom Baker - remastering (edycja remasterowana)

## Listy

### Album
| Rok  | Lista             | Pozycja |
| ---- | ----------------- | ------- |
| 1992 | The Billboard 200 | 2       |

### Single
| Rok  | Singel                    | Lista                  | Pozycja |
| ---- | ------------------------- | ---------------------- | ------- |
| 1992 | "Foreclosure of a Dream"  | Mainstream Rock Tracks | 30      |
| 1992 | "Symphony of Destruction" | Billboard Hot 100      | 71      |
| 1992 | "Symphony of Destruction" | Mainstream Rock Tracks | 29      |
| 1992 | "Symphony of Destruction" | UK Singles Chart       | 15      |
| 1993 | "Skin o' My Teeth"        | UK Singles Chart       | 13      |
| 1993 | "Sweating Bullets"        | Mainstream Rock Tracks | 27      |
| 1993 | "Sweating Bullets"        | UK Singles Chart       | 26      |